# Язерніца
Язерніца (словац. Jazernica) — село, громада округу Турчянське Тепліце, Жилінський край. Кадастрова площа громади — 2.92 км².
Населення 322 особи (станом на 31 грудня 2018 року).

## Історія
Язерніца згадується 1361 року.

## Населення
| Рік:            | 1994. | 2004.    | 2014.    | 2024.    |
| --------------- | ----- | -------- | -------- | -------- |
| Кількість осіб: | 238   | 290      | 320      | 355      |
| Різниця:        |       | +21,84 % | +10,34 % | +10,93 % |

| Рік:            | 2023. | 2024.   |
| --------------- | ----- | ------- |
| Кількість осіб: | 367   | 355     |
| Різниця:        |       | -3,26 % |